# 代数的閉体
数学において、体 K が代数的に閉じているまたは代数的閉体（だいすうてきへいたい、英: algebraically closed field; 代数閉体）であるとは、一次以上の任意の K 係数一変数多項式が K 上に根を持つこと、あるいは同じことであるが、一次以上の任意の K 係数一変数多項式が一次多項式の積として書けることである。
代数学の基本定理は、複素数体 C が代数的閉体であることを主張する定理である。一方で、有限体 Fq、有理数体 Q や実数体 R は代数的閉体ではない。

## 性質
代数的閉包
任意の体 K について、K の代数的拡大かつ代数的に閉である体が存在して同型を除いて一意に定まり、K の代数的閉包と呼ばれる。K の代数的閉包は Kalg や K,  のように書かれる。K の任意の代数拡大 L は K に K 代数の準同型写像によって埋め込むことができ、そのような埋め込みの数は L の K 上の分離指数と呼ばれる。
濃度による一意性
α を非可算無限濃度とするとき、任意の標数 p について、標数 p で濃度が α であるような代数的閉体は同型をのぞいて一意に定まる。実際、そのような代数的閉体は k を素体（つまり Q または Fp）として k((Xβ)β∈α) の代数的閉包と同型になっていることが、超越基底の存在と代数的閉包の一意性から従う。任意の有限体は代数的閉体にはなりえない。可算無限濃度の代数的閉体は、k を素体、α を可算濃度として k((Xβ)β∈α) の代数閉包なるものが考えられ、これらは互いに非同型なので可算無限濃度の代数的閉体はそれぞれの標数について可算個の同型類があることが分かる。
行列の固有値
代数的閉体上では多項式が一次式の積に分解することから、代数的閉体上で任意の行列はジョルダン標準形を持つことや、行列が対角化可能であることとその最小多項式が重根を持たないことの同値性などが従う。
基礎論（モデル理論）と代数的閉体
特定の標数の代数的閉体について、一階述語論理で加法・乗法・加法や乗法の単位元を組み合わせて記述できるような命題の真偽は、どの代数的閉体で考えても同じになる（標数 p の代数的閉体の公理系は完全な理論である）。さらに、量化子を含んだ命題で指定されるような代数的閉体の直積の部分集合は、実際には量化子を含まない命題で指定することができる（量化記号消去）。

## 注
1. ↑  それぞれの場合に多項式 1 + ∏a ∈ Fq (X − a), X2 − 2, X2 + 1 が根を持たないから。
2. ↑  Steinitz 1910.